# كيكي تورتوسا (لاعب كرة قدم)
كيكي تورتوسا (بالإسبانية: Enrique Tortosa Palma)‏ هو لاعب كرة قدم إسباني في مركز الهجوم، ولد في 10 فبراير 1991 في لقنت في إسبانيا. لعب مع خيمناستيك طركونة وديبورتيفو ألافيس وريكرياتيفو ونادي ألكويانو.

## وصلات خارجية
- كيكي تورتوسا (لاعب كرة قدم) على موقع قاعدة بيانات كرة القدم.إي يو (الإنجليزية)
- كيكي تورتوسا (لاعب كرة قدم) على موقع Soccerway.com (الإنجليزية)